# Richland (Washington)
Richland is een plaats (city) in de Amerikaanse staat Washington, en valt bestuurlijk gezien onder Benton County.

## Geschiedenis
Tot in de jaren veertig telde Richland slechts enkele honderden inwoners. In 1943 kwam nabij Richland de Hanford Site te liggen, in het kader van het Manhattanproject, het Amerikaanse kernwapenprogramma in de Tweede Wereldoorlog. De regering kocht ruim 1600 km² land aan, en bouwde uitgebreide faciliteiten voor de productie van plutonium. Binnen enkele jaren waren er 20.000 inwoners. De plutoniumproductie is in 1987 definitief stilgelegd, maar in en nabij Richland bevindt zich inmiddels een aanzienlijk aantal onderzoeksinstituten en laboratoria, waaronder Pacific Northwest National Laboratory. Daarnaast is er een aanzienlijke operatie opgezet om het sterk vervuilde Hanford-terrein te saneren. Het aantal inwoners van Richland bedroeg in 2011 zo'n 50.000.

## Geografie
Volgens het United States Census Bureau beslaat de plaats een oppervlakte van
97,8 km², waarvan 90,2 km² land en 7,6 km² water. Richland ligt op ongeveer 126 m boven zeeniveau. Samen met Pasco en Kennewick vormt Hanford de Tri-Cities.

## Plaatsen in de nabije omgeving
De onderstaande figuur toont nabijgelegen plaatsen in een straal van 16 km rond Richland.

## Geboren
- Orson Scott Card (1951), schrijver
- Hope Solo (1981), voetbalster (doelvrouw)
- Lisa Bratton (1996), zwemster